# Gianni Schicchi
Gianni Schicchi je poslední ze tří jednoaktových oper Giacomma Pucciniho tvořících tzv. Triptych. Zároveň se jedná o jedinou skladatelovu komickou operu ve stylu opera buffa. Oproti zbývajícím částem Triptychu je zde smrt pojímána vlastně jako jakási groteska. Děj opery se přitom odehrává ve Florencii ve 14. století a byl inspirován knihou Dante Alighieriho Peklo.

## Z inscenační historie v Česku
V českém jazyce opera vůbec poprvé zazněla v Národním divadle v Praze 13. ledna 1937, kdy byla provedena samostatně. Ačkoliv si jinak skladatel přál, aby se tato operní aktovka hrála výlučně coby součást celého Triptychu, inscenátoři (nejen v Česku) toto mnohdy nedodržují. Např. Národní divadlo Brno (v režii Ondřeje Havelky) uvedlo v roce 2009 Pucciniho jednoaktovku ve vcelku obvyklé kombinaci s Leoncavallovými Komedianty, plzeňské Divadlo Josefa Kajetána Tyla (v r. 2011) v kombinaci s Ženitbou Bohuslava Martinů a konečně Divadlo F. X. Šaldy v Liberci v roce 1993 s Chytračkou Carla Orffa. Spolu se Sestrou Angelikou, ale bez Pláště, uvedli Gianni Schicchiho v jednom večeru ve Slezském divadle v r. 2008.

## Děj opery[3]
Florentský boháč, starý Buoso Donatiho, zemřel. Sotva vydechl naposledy, seběhnou se do jeho domu všichni příbuzní a začnou uvažovat, co se stane se jměním po nebožtíkovi. Začnou hledat závěť, přeházejí celý dům, až konečně Rinuccio závěť najde. Bez ohledu na zákon závěť otevřou a zděšeni čtou, že Buoso odkázal všechno jmění mnichům, aby tak odčinil svůj hříšný život. Co teď, pokud nechtějí nechat takové jmění padnout do rukou mnichům? Rinuccio, zamilovaný do mladé dívky Lauretty, se kterou mu matka nechce povolit sňatek, vzpomíná, že Laurettin otec je známý svou chytrosti. Určitě by jim dovedl poradit. Pošlou tedy pro Gianni Schicchiho a ten přijde i s Laurettou. Z počátku nechce mít s jejich věci nic společného. Když ho však o pomoc prosí i jeho vlastní dcera Lauretta (zpívá přitom slavnou árii "O mio babbino caro") a on vidí, že by ji tímto mohl dopomoci k sňatku s milovaným Rinucciem, rozhodně se pro smělý čin. Protože zatím nikdo neví, že Buoso zemřel, dá vynést Buosovo tělo do komory a lehne si místo něj do jeho postele. Nato dá zavolat notáře a svědky a v zatemnělé místnosti tichým hlasem nadiktuje novou závěť. Ne však takovou jakou si přáli příbuzní. Schicchi odkáže každému z příbuzných nějakou maličkost, nejbohatší díl i s palácem odkáže však sám sobě. Příbuzní přímo zuří, ale musí mlčet, protože se podvodu zúčastnili a falšování závěti se podle tehdejšího místního zákona trestá useknutím ruky. Když notář a svědkové odejdou, všichni se na Schicchiho vrhnou jak šílení, hádkám a nadávkám není konce, dokud je Schicchi rázně nevyhodí, nyní již ze svého paláce. Je na výsost spokojen. Dosáhl totiž svého, když nejenže vytrestal chamtivce, ale i zajistil štěstí své dcery Lauretty s Rinucciem.

## Prequel Don Buoso
Opera Národního divadla v Praze uvedla 3. listopadu 2023 novinku skladatele Jana Kučery operu Don Buoso, která je prequelem k původní jednoaktovce. Iniciátorem vzniku díla byl režisér David Radok, který je jak libretistou nové jednoaktovky, tak režisérem a scénografem komponovaného večera, kdy na novinku navazuje právě Gianni Schicchi.